# Бану Хамдан
Бану Хамдан (арап. همدان‎; Муснад: 𐩠𐩣𐩵𐩬) био је познати јеменски клан од 1. миленијума пре нове ере. У Сабејским натписима спомињано је као кејлс од Хашида, који су касније стекли контролу над делом Бакила и коначно дали име клана племенској конфедерацији, укључујући племена Хашида и Бакила.

## Огранци Хамдана

### Хашид и Бакил
Данас још увек у свом древном племенском облику у Јемену поспоје племена Хашид и Бакил од Хамдана који су остали у планинским подручјима северно од Сане између Мариба и Хаџаха.

## Бану Јам
Бану Јам се населио на северно од племена Бакил у Наџрану (данас у Саудијској Арабији). Оно се такође разгранало у више племена: Ујман у источној Саудијској Арабији и обали Персијског залива.

## Бану Катир
Бану Катир из Хадрамута на истоку Јемена где су успоставили свој султанат.

## Бану Ел Машроуки
Бану Ел Машроуки се настанило у Либану и створило познате маронске утицајне породице као што су Авад, Мас'ад, Ел Сема'ани, Хасроун.
Бану Ал Харит остало је у Џабал Амилу и углавном је било шијтско племе. Једна мања група се придружила Јеменским Друзима и које су накрају потиснули Кајси Друзи у Џабал Ел Друз у Сирији.